# 合阳曲霉
合阳曲霉（学名：Aspergillus heyangensis）是属于散囊菌目发菌科曲霉属的一种真菌，可生长在棉子饼等基物上。该种分布于中国。